# Zeelandië

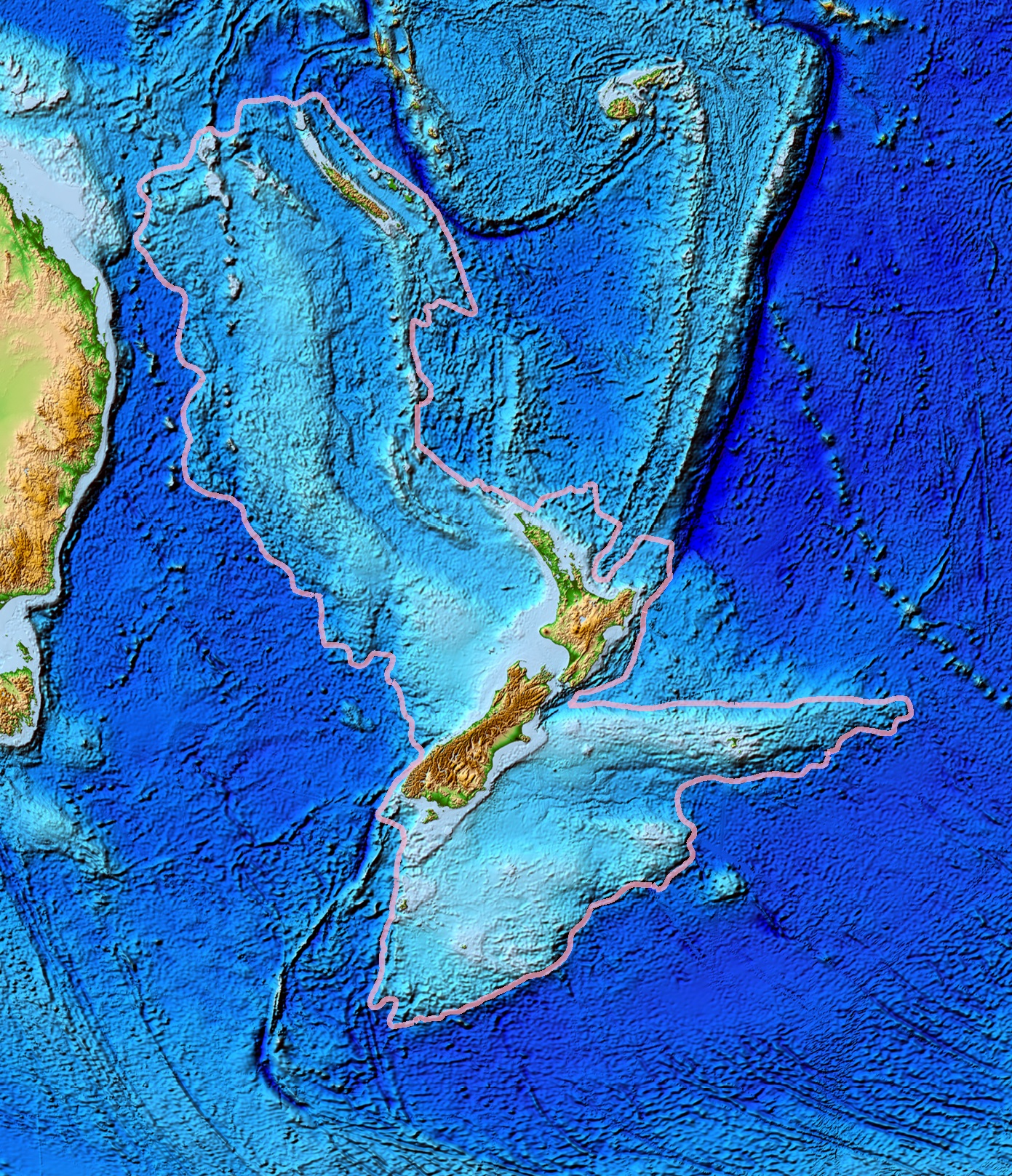
Topografie van Zeelandië met links in het midden Australië en bovenaan in het midden Fiji en Vanuatu.

Zeelandië, Zeelandia, Zealandia of Tasmantis is een verzonken stuk continentale korst rondom Nieuw-Zeeland en Nieuw-Caledonië. Tussen 85 tot 130 miljoen jaar geleden scheidde een stuk continentale korst dat Nieuw-Zeeland en Australië omvatte van Antarctica af. Het gebied scheidde van Australië rond 60 tot 85 miljoen jaar geleden. Ongeveer 23 miljoen jaar raakte Zeelandië voor het grootste deel overspoeld, waardoor nu nog steeds 93% van het continent is bedekt door de Grote Oceaan.
Zeelandië heeft een oppervlakte van 3.500.000 km², wat groter is dan Groenland of India en bijna half zo groot als Australië. Het terrein is opvallend smal en loopt vanaf Nieuw-Caledonië in het noorden naar de Nieuw-Zeelandse sub-antarctische eilanden in het zuiden. Het grootste gebied dat boven zeeniveau ligt is Nieuw-Zeeland, gevolgd door Nieuw-Caledonië. Ten zuidoosten van het Nieuw-Zeelandse Zuidereiland ligt Bollons Seamount, een onderzeese berg van bijna 35.000 km² die zich door riftvorming van Zeelandië afgescheiden heeft.